# Época del terrorismo en el Perú

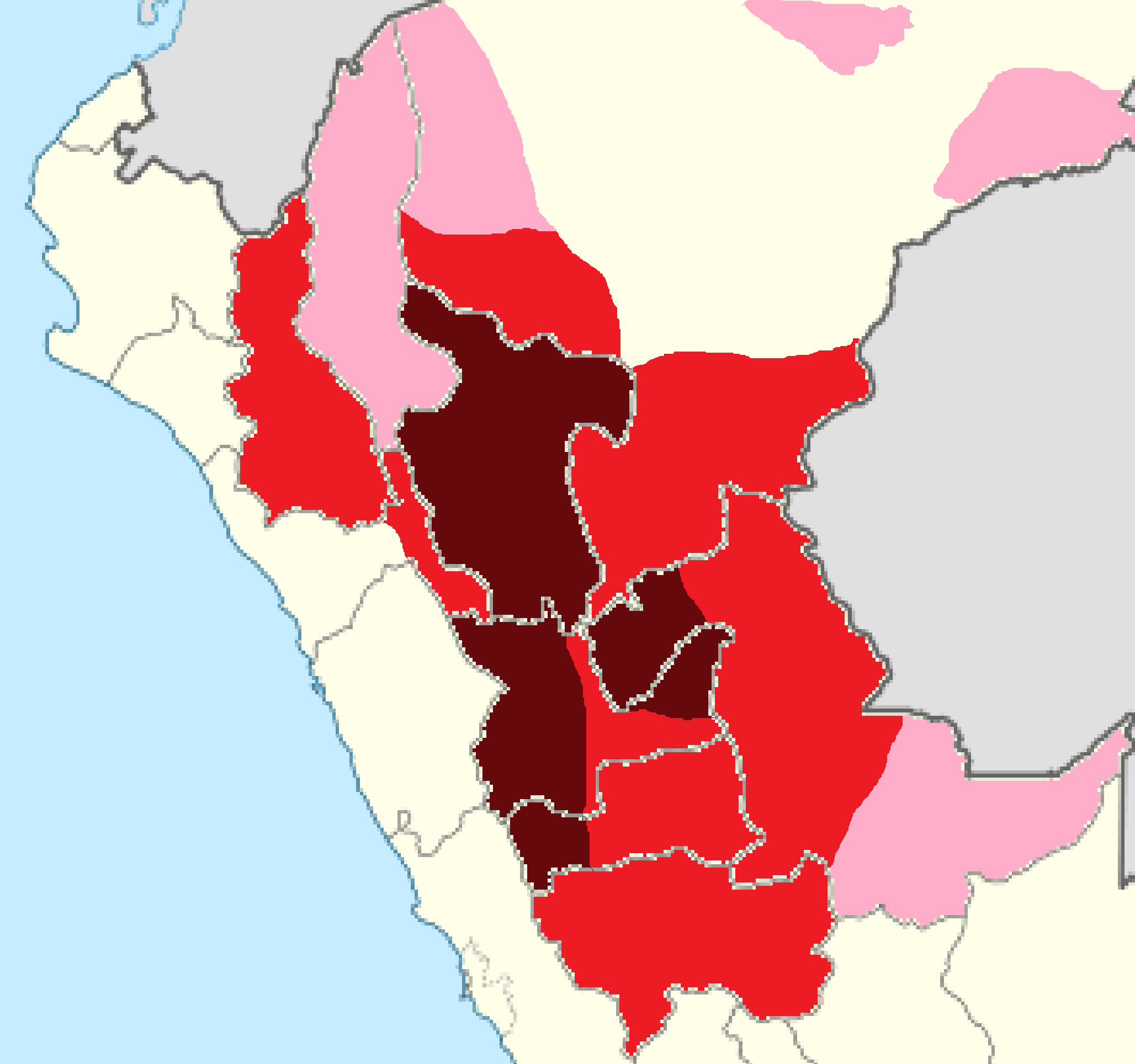
Áreas en donde estuvo activo el MRTA.

La época del terrorismo en el Perú o el conflicto armado interno peruano fue un conflicto armado ocurrido en ese país entre los años 1980 y 2000 durante el cual las organizaciones Partido Comunista del Perú-Sendero Luminoso (PCP-SL) y Movimiento Revolucionario Túpac Amaru (MRTA) desplegaron diversas acciones terroristas con el objetivo de derrocar al Estado existente y reemplazarlo por un Estado socialista, siendo repelidas en distintas operaciones antisubversivas y acciones realizadas por parte del Estado y la sociedad. El periodo incluye múltiples atentados terroristas, golpes de Estado, acciones armadas y violaciones generalizadas y sistemáticas de los derechos humanos por todas las partes del conflicto, hasta el punto de que se han calificado de crímenes de lesa humanidad. También es el conflicto más sangriento de la historia del Perú.
Este conflicto armado comenzó con el atentado de Chuschi del 17 de mayo de 1980, que marca el inicio de la insurgencia armada de Sendero Luminoso con el impedimento en Ayacucho de votar en las ánforas electorales. Ese año, por primera vez en la historia del país, el Estado Peruano permitió votar a todas las personas indígenas o hablantes de una lengua originaria en edad de votar. Las personas que tenían una lengua indígena como idioma materno fueron más del 75% de las víctimas de muertes y desaparecimientos. El conflicto se extendió a lo largo de la década de 1980 y por lo menos hasta la operación Victoria del 12 de setiembre de 1992, que logró la captura de Abimael Guzmán, líder máximo de Sendero Luminoso; la operación Chavín de Huántar del 22 de abril de 1997, que logró la liberación del último secuestro del MRTA; y la operación Cerco 99 del 16 de julio de 1999, que logró la captura de Óscar Ramírez Durand. Participaron como actores armados en la época del terrorismo las mencionadas organizaciones terroristas, las fuerzas armadas y policiales del Estado, y los comités de autodefensa.Pese a haberse iniciado durante el gobierno de Francisco Morales Bermúdez, abarca principalmente el segundo gobierno de Fernando Belaúnde, el primer gobierno de Alan García, y el gobierno de Alberto Fujimori. Dejó por lo menos 33 000 víctimas mortales confirmadas, aunque el estimado de la Comisión de la Verdad fue de un total de 69 280 fallecidos o desaparecidos.
Sendero Luminoso fue liderado mesiánicamente por Guzmán (conocido como «presidente Gonzalo»). Se trataba de un partido político de extrema izquierda de inspiración maoísta, caracterizado por una interpretación antirrevisionista del marxismo conocida como «pensamiento Gonzalo», que le declaró la guerra al Estado peruano con el objetivo de instaurar la «República Popular de Nueva Democracia»e iniciar una ola revolucionaria mundial. Fue el desencadenador del conflicto, siendo el principal responsable directo de crímenes y de fallecimientos, y ha sido caracterizado como teniendo una intención genocida. Por su parte, el MRTA, una guerrilla de inspiración guevarista y mirista fundada en 1982 y liderada por Víctor Polay Campos, empezó sus acciones armadas encubiertas el 31 de mayo de 1982 (con el asalto a un banco en La Victoria) y el 22 de enero de 1984, de forma pública, con el ataque a la comisaría del distrito de Villa El Salvador. Las acciones terroristas de ambos grupos incluyeron múltiples masacres, desapariciones forzadas, asesinatos selectivos, secuestros, «paros armados», campañas de limpieza social, emboscadas, atentados con explosivos, reclutamientos forzosos, sabotajes (como el dinamitaje de torres de alta tensión), agitprop, actos de intimidación y extorsión, robos, participación en el tráfico de drogas, entre otros crímenes y tácticas que utilizaban el terror como medio para el logro de sus objetivos. Además, ambos grupos contaron con una red internacional de apoyo para la realización de sus acciones y una red local organizada a través de «organismos generados», en el caso de Sendero Luminoso, o las FEDIP, por parte del MRTA.
La respuesta por parte de la sociedad y del Estado incluyó distintas medidas legislativas, judiciales, armadas y políticas. Entre las fuerzas del orden, participaron oficialmente tanto la Guardia Civil, la Guardia Republicana, la Policía de Investigaciones, unificadas las tres en la Policía Nacional a partir de 1988, como, a partir del 29 de diciembre de 1982, el Ejército y la Marina de Guerra. La lucha antisubversiva incluyó tanto operativos legítimos como distintos crímenes, violaciones del debido proceso, y graves violaciones contra los derechos humanos. En este segundo grupo se hallan casos de detenciones arbitrarias, torturas, reclutamientos forzosos, violaciones sexuales, ejecuciones extrajudiciales, desapariciones forzadas y masacres, ocurridos sobre todo en los primeros años de la época del terrorismo. Existió al menos un escuadrón de la muerte antiterrorista del Ejército. Las operaciones exitosas que marcaron la derrota de las organizaciones insurgentes, por el contrario, respondieron a un cambio de estrategia, el énfasis en acciones de inteligencia y la cooperación con las poblaciones locales. Paralelamente, a lo largo del periodo se delimitó y adaptó la tipificación del delito de terrorismo, se declararon distintas zonas en estado de emergencia, se delegó el gobierno de algunas zonas en emergencia a efectivos militares (mediante «comandos político-militares»), se determinó el enjuiciamiento de acusados por terrorismo por la justicia militar y/o con magistrados sin rostro, se aprobaron leyes de amnistía a favor de los agentes de las fuerzas del orden, y se otorgaron indultos presidenciales a favor de múltiples inocentes en prisión.
Diversas acciones y políticas públicas han caracterizado el manejo del conflicto en los años posteriores. Mientras el MRTA se desactivó oficialmente, Sendero Luminoso se escindió tras el intento de Guzmán de lograr un "acuerdo de paz" con el Estado. Los llamados «acuerdistas» han intentado participar en política y lograr una amnistía, mientras que otros grupos, comúnmente llamados «remanentes de Sendero Luminoso», han mantenido acciones terroristas armadas en la selva central en alianza con el narcotráfico. Por parte del Estado, se han llevado a cabo distintas políticas públicas de persecución de delitos y de memoria histórica. Entre las primeras se incluyen la derogación de las leyes de amnistía de 1995, el nuevo juzgamiento bajo estándares de debido proceso a los reos por terrorismo, y diversos operativos contraterroristas; y, entre las segundas, la creación de una comisión de la verdad, reconocimientos públicos a militares y policías, el establecimiento de museos y monumentos públicos, entre otros. La interpretación y memoria sobre los hechos de la época del terrorismo siguen siendo fuertemente polémicos y marcados por los debates políticos contemporáneos.
Son también usuales varios otros términos para denominarlo, como «periodo de violencia 1980-2000» (ver sección al respecto).

## Denominaciones
Es un asunto de discusión y de distintas tradiciones cuál se considera el término más apropiado para referir a este proceso histórico. En la actualidad, las denominaciones más usadas para referir a este periodo son «época del terrorismo (en el Perú)», «conflicto armado interno (peruano)» y «periodo de violencia 1980-2000». Todas ellas pueden considerarse adecuadas, aunque el uso de una u otra denominación está en parte marcado por las facciones políticas contemporáneas. Debe recordarse, sin embargo, que ha habido otros conflictos armados y otros episodios de terrorismo o de violencia con fines políticos en la historia del Perú.
Por una parte, la categoría de conflicto armado interno o conflicto armado no internacional es una figura de derecho internacional público, definida en los Convenios de Ginebra sobre derecho internacional humanitario. Por estas consideraciones jurídicas, dicho término fue el utilizado por la Comisión de la Verdad y Reconciliación (CVR) en su Informe Final de 2003, y engloba tanto los acciones terroristas como las acciones militares en respuesta por parte de agentes del Estado y de comités de autodefensa, así como las acciones no armadas dentro de la sociedad. Su uso se fundamenta en que ningún otro Estado participó como actor armado en este conflicto. Se trata así del término más preciso en términos jurídicos, y ha sido adoptado por la Defensoría del Pueblo y el Poder Judicial[cita requerida] peruanos en múltiples publicaciones oficiales. Es el término más usado en el ámbito académico para este proceso histórico.
Sin embargo, distintos grupos políticos cuestionaron esa denominación arguyendo que ofrecería un carácter legítimo a los actores terroristas, a pesar de que el mismo Informe Final es explícito en descartar una interpretación de ese tipo. Otras objeciones al uso del término han resaltado los vínculos, acciones y apoyos en el extranjero recibidos por parte de las organizaciones subversivas, especialmente del MRTA. También se ha criticado que este término de derecho internacional, a pesar su significado técnico, tendría como connotación implícita que la sociedad peruana habría estado dividida en este conflicto. En 2012, se propuso eliminar el término, «conflicto armado» de los textos escolares.

En cuanto al Derecho Internacional Humanitario, la CVR ha seguido la línea unánime de interpretación de este cuerpo jurídico, según la cual la aplicación de las normas del Derecho Internacional Humanitario, en particular las establecidas en el artículo 3º común a los cuatro Convenios de Ginebra del 12 de agosto de 1949, son de aplicación automática en el caso de un conflicto armado interno, pero su aplicación no entraña de ninguna manera el reconocimiento del estatus de beligerante a los grupos subversivos armados, ni del estatus de combatiente a los integrantes de dichos grupos, ni del de prisioneros políticos o de guerra a quienes resultasen capturados por las fuerzas de seguridad (Junod, 1986. p. 1368).
CVR, 2003, Informe Final, "Introducción", p. 25.

 Por su parte, en opinión de varios sectores reivindicativos del accionar de los agentes del Estado, incluyendo exmiembros de las fuerzas del orden, la denominación adecuada debería ser exclusivamente "época del terrorismo", "periodo de la pacificación nacional"[cita requerida] o, incluso, "el terrorismo" a secas. Así, en 2023, varios congresistas de tendencia conservadora reclamaron que se dicte un curso escolar bajo la denominación de «terrorismo» desde una perspectiva nacionalista y anticomunista para «afianzar los valores patrios». En abril de 2024, exmiembros del Comando Chavín de Huántar realizaron una intervención en el Lugar de la Memoria con carteles que formaban la frase "no fue conflicto armado fue terrorismo" (sic). A su vez, algunos autores son críticos con estos términos porque ocultarían los otros episodios de terrorismo de la historia del Perú, o porque su uso respondería a un intento de desatender los crímenes cometidos por agentes de las fuerzas del Estado.

En el Perú se discute mucho sobre palabras y menos sobre contenido. Uno de esos debates fue sobre el concepto "terrorismo". Se supone [por algunos sectores] que si un autor lo usa extensamente entonces [se] está posicionando con el Estado y contra la subversión. Se asume lo mismo a la inversa, que si no lo emplea a cada instante entonces revela una predisposición a favor de Sendero y en contra de las FFAA. [...] Ambas instituciones armadas [el Ejército y la Marina] sostienen con firmeza que no hubo terrorismo de Estado ni órdenes en ese sentido. Incluso, de una manera clara y directa, se excusan por los sufrimientos que involuntariamente pueden haber causado.
Zapata & Rodríguez (2017, pp. 20, 242)

El Estado peruano, por su parte, usa varias denominaciones, principalmente «periodo de violencia 1980-2000».  Varias leyes usan «pacificación nacional» y «lucha contra el terrorismo». La Defensoría del Pueblo usa preferentemente el término «conflicto armado interno», mientras que la memoria histórica oficial del Ejército Peruano sobre el conflicto utiliza las denominaciones «época de la guerra contraterrorista» y «guerra contra las organizaciones terroristas en el Perú». La Ley N.º 28592 que crea el Plan Integral de Reparaciones utiliza sistemáticamente la frase «la violencia ocurrida durante el período de mayo de 1980 a noviembre de 2000». Asimismo, el Lugar de la Memoria, el espacio estatal dedicado a conmemorar este doloroso fenómeno histórico utiliza oficialmente el término «periodo de violencia 1980-2000», mientras que el Consejo de Reparaciones, encargado del Registro Único de Víctimas, utiliza solamente «periodo de violencia».
Otras denominaciones usuales y aceptadas son «guerra senderista», «guerra insurgente-contrainsurgente» y «manchay tiempo». Este último, muy común en Ayacucho, es un compuesto quechua-castellano (con sintaxis modificador-núcleo del quechua) a partir del sustantivo quechua manchay 'miedo', y puede traducirse por 'tiempo del miedo'. En el pasado, fueron usuales las denominaciones «violencia política» y «guerra interna», hoy muy poco usados.
Las organizaciones terroristas y sus herederos han usado también nombres reivindicativos y autojustificatorios de su insurgencia. Así, Sendero Luminoso utilizó los términos «la lucha armada» y «la guerra popular». Por su parte, Víctor Polay Campos, exlíder del MRTA, utiliza en sus memorias el término «la guerra revolucionaria (en el Perú)».

## Antecedentes

### Grupos guerrilleros
Los primeros brotes guerrilleros surgieron en el Perú en la primera mitad de los años 1960, durante el Reformismo Civil Moderado, cuando el Movimiento de Izquierda Revolucionaria (MIR), grupo guerrillero fundado y liderado por Luis de la Puente Uceda, inició sus primeros ataques en contra del Estado peruano. Sin embargo, a pesar de su entrenamiento en la Cuba de Fidel Castro, los miembros del MIR se encontraban en pésimo estado en medio de la selva peruana. Como resultado, sus integrantes fueron aniquilados con facilidad por la policía y las fuerzas armadas. Durante estos contraataques, muere en el acto su líder y fundador y el grupo desaparece por completo. El MIR estuvo activo desde el 9 de mayo de 1962 hasta el 31 de diciembre de 1965. Algunos de sus integrantes que sobrevivieron se unieron a Sendero Luminoso y otros al MRTA.
Otro grupo guerrillero que también surgió en paralelo fue el Ejército de Liberación Nacional (ELN) liderado por Juan Pablo Chang Navarro y entrenado por Cuba. Estaba conformado por algunos exmiembros del MIR y otras personas que fueron reclutadas. Sin embargo, esta organización corrió la misma suerte que el MIR ya que muchos de sus integrantes se contagiaron de leishmaniosis lo cual significó un gran obstáculo. De esta manera, el Ejército tuvo mayor facilidades de acabar con la gran mayoría de sus miembros. El ELN operó de 1962 a 1965. Luego de su desarticulación, sus principales líderes huyeron a Bolivia donde lucharían al lado del Che Guevara en la Guerrilla de Ñancahuazú, en donde serían asesinados al intentar establecer un foco guerrillero en los Andes.
Un tercer grupo guerrillero que también surgió —aunque con menor fuerza que los dos anteriores— fue el Frente de Izquierda Revolucionaria (FIR) de tendencia trotskista liderado por Hugo Blanco que se dedicó a robar bancos y formar milicias campesinas. Sin embargo, el asalto al Banco de Crédito de Miraflores y el viaje de los «firistas» al Cuzco acabó con la muerte de dos de ellos y con la detención del resto del grupo. Luego de la detención de Blanco y de los dirigentes campesinos el movimiento fue básicamente controlado.

### Gobiernos militares
A fines de 1968, el general Juan Velasco Alvarado lideró un golpe de Estado contra el entonces presidente Fernando Belaúnde Terry. Este hecho dio inicio a la dictadura militar autodenominada «Gobierno Revolucionario de las Fuerzas Armadas». Durante su gobierno, Velasco Alvarado puso en marcha la reforma agraria. Velasco encabezó el gobierno militar como presidente de facto hasta 1975, cuando fue derrocado en un golpe de Estado por el general Francisco Morales Bermúdez en el denominado Tacnazo. Debido a la creciente impopularidad del régimen, Morales Bermúdez convocó a elecciones en 1980.

### Retorno a la democracia
En 1978 fue convocada una asamblea constituyente por Morales Bermúdez para la elaboración de una nueva constitución, además de facilitar el retorno a la democracia. Para Morales Bermúdez, la asamblea constituyente no representaba «el fracaso de la Revolución Peruana, sino más bien un avance hacia la democracia» ya que era «necesario transformar las estructuras sociales, económicas y políticas de la Nación». La asamblea constituyente fue presidida por Víctor Raúl Haya de la Torre, líder del APRA. En 1979, se promulgó la nueva constitución que entró en vigencia el 28 de julio de 1980 al inaugurarse el nuevo gobierno de Fernando Belaúnde Terry.

### Evolución y divisiones dentro del Partido Comunista del Perú
El 7 de octubre de 1928, José Carlos Mariátegui fundó el Partido Socialista del Perú (PSP). En 1930, bajo el liderazgo de Eudocio Ravines el PSP cambia de nombre al Partido Comunista Peruano (PCP). En la década de 1960, el PCP entraría en crisis debido a la ruptura sino-soviética formándose un bando soviético y un bando chino. El bando chino formó en 1964 el Partido Comunista del Perú-Bandera Roja (PCP-BR) bajo el liderazgo de Saturnino Paredes. Pronto el PCP-BR se dividiría en dos facciones: el PCP-BR y el Partido Comunista del Perú-Patria Roja. Del PCP-BR surgiría una nueva facción que tomaría el nombre de Partido Comunista del Perú-Sendero Luminoso (PCP-SL) bajo el liderazgo de Abimael Guzmán.
En 1970, Sendero Luminoso se organizó como un grupo político maoísta en la Universidad Nacional San Cristóbal de Huamanga en la región de Ayacucho. Guzmán se había inspirado en la Revolución Cultural liderada por Mao Zedong, evento el cual había presenciado durante su visita a China. Los miembros de Sendero Luminoso entraron en conflicto con miembros de otros grupos políticos de izquierda al ser una de las únicas organizaciones socialistas en oponerse a las reformas sociales de Velasco y pintaron grafiti exhortando a la «insurrección contra el Estado peruano». En 1977, tras la II Reunión Nacional de Organismos Generados se consideró que tenían el número de cuadros suficientes para iniciar su "guerra popular".

### Influencia de las ideas del "Che" Guevara
El MRTA se inspiró en el foquismo para su accionar. El foquismo, que fue aplicado por el MIR, es una teoría postulada por el "Che" Guevara para iniciar las acciones armadas a partir de un pequeño "foco" (grupo subversivo en el área rural) que lograra desencadenar la revolución socialista en el país.  Antes de la aparición del MRTA, el "Che" intentó impulsar un "foco" en los Andes bolivianos para desencadenar "dos, tres, muchos Vietnam" en Sudamérica. Dicho intento acabaría en su muerte y la reagrupación de sus seguidores en la Junta de Coordinación Revolucionaria (JCR), organización que el MRTA tomaría también como inspiración. Según Polay Campos, los emerretistas "procuramos ser parte del proyecto".

## Desarrollo

### Comienzo de atentados de Sendero Luminoso
En 1980, el gobierno militar peruano convocó a elecciones por primera vez luego de un periodo de once años. En este contexto, Sendero Luminoso era uno de los pocos grupos políticos de izquierda que declinaron tomar parte de este proceso electoral y, en su lugar, optaron por iniciar una guerra de guerrillas maoísta en las zonas altas que rodean Ayacucho. El 17 de mayo de 1980, en la víspera de los comicios, cometieron su primera acción armada al quemar ánforas electorales en el pueblo de Chuschi, en la provincia de Cangallo. Los perpetradores fueron rápidamente capturados y se llevaron papeletas de votación adicionales para reemplazar las quemadas, por lo que las elecciones procedieron sin mayores incidentes y el acto recibió poca atención en la prensa peruana. Sin embargo, para los terroristas, este hecho fue el «Inicio de la Lucha Armada» (ILA) para la toma del poder y la instauración de la «República Popular de Nueva Democracia». Unos días después, el 13 de junio, un grupo de jóvenes pertenecientes al «organismo generado» Movimiento de Obreros y Trabajadores Clasistas (MOTC) realizaron un atentado a la Municipalidad de San Martín de Porres en Lima con cócteles molotov conmemorando el ILA.
Sendero Luminoso optó por librar su guerra al estilo enseñado por Mao Zedong. Abrirían «zonas de guerrilla» en las cuales sus huestes podían operar, echar fuera de estas zonas a las fuerzas estatales para crear «zonas liberadas» donde se establecerían «comités populares» como autoridades, luego usar estas zonas como apoyo a las nuevas «zonas de guerrilla» logrando que el país entero se convirtiera en una gran «zona liberada». Sendero Luminoso se adhirió a la directiva de Mao según la cual la guerra de guerrilla debía ser peleada fundamentalmente en el campo y gradualmente asfixiar a las ciudades (guerra popular prolongada). Para lograr sus objetivos, Abimael Guzmán desarrolló la idea de la «cuota de sangre» donde el militante senderista ofrendaría su vida por la «guerra popular» e incitaría al Estado a cometer abusos contra la población para hacer nacer el sentimiento de venganza entre las masas y canalizarlo contra el Estado. Se definió, también, las llamadas «4 formas de lucha y los 11 procedimientos» y se usó la frase «Mil ojos y mil oídos del Partido». Además, los integrantes de Sendero Luminoso firmaban una «carta de sujeción» donde juraban lealtad a Abimael Guzmán. El 3 de diciembre de 1982, Sendero Luminoso formó oficialmente el «Ejército Guerrillero Popular», su brazo armado.
Las guerrillas peruanas se caracterizaban por tener una alta proporción de mujeres. En Sendero Luminoso, el 50% de los combatientes y el 40% de los comandantes eran mujeres.

### Respuesta estatal
Gradualmente, Sendero Luminoso realizó ataques más y más violentos a la Policía Nacional del Perú y el gobierno en Lima, lo cual marcó una creciente crisis en los Andes. En 1982, Fernando Belaúnde Terry declaró el estado de emergencia y ordenó que las Fuerzas Armadas lucharan contra Sendero Luminoso. Los derechos constitucionales fueron suspendidos por 60 días en las provincias de Huamanga, Huanta, Cangallo, La Mar y Víctor Fajardo. Más tarde, las Fuerzas Armadas crearían la zona de emergencia de Ayacucho, en la cual el poder militar era superior al civil y muchos derechos constitucionales fueron suspendidos. 
Los militares cometieron varias violaciones a los derechos humanos en el área donde tuvieron control político, incluida la famosa masacre de Accomarca, durante el primer gobierno de Alan García cuando fueron asesinados agricultores indígenas por las Fuerzas Armadas. Un batallón de la policía contraterrorista entrenado en los Estados Unidos, conocido como los «Sinchis», fue particularmente conocido por sus violaciones a los derechos humanos. No obstante, las mayores violaciones y asesinatos fueron causados por los terroristas (57% por Sendero Luminoso y el MRTA).
Según la Comisión de la Verdad y Reconciliación (CVR), el 30% del número total de muertos y desaparecidos causados en la época de terrorismo fueron provocadas por agentes del Estado.

### Escalamiento de las acciones terroristas y antiterroristas

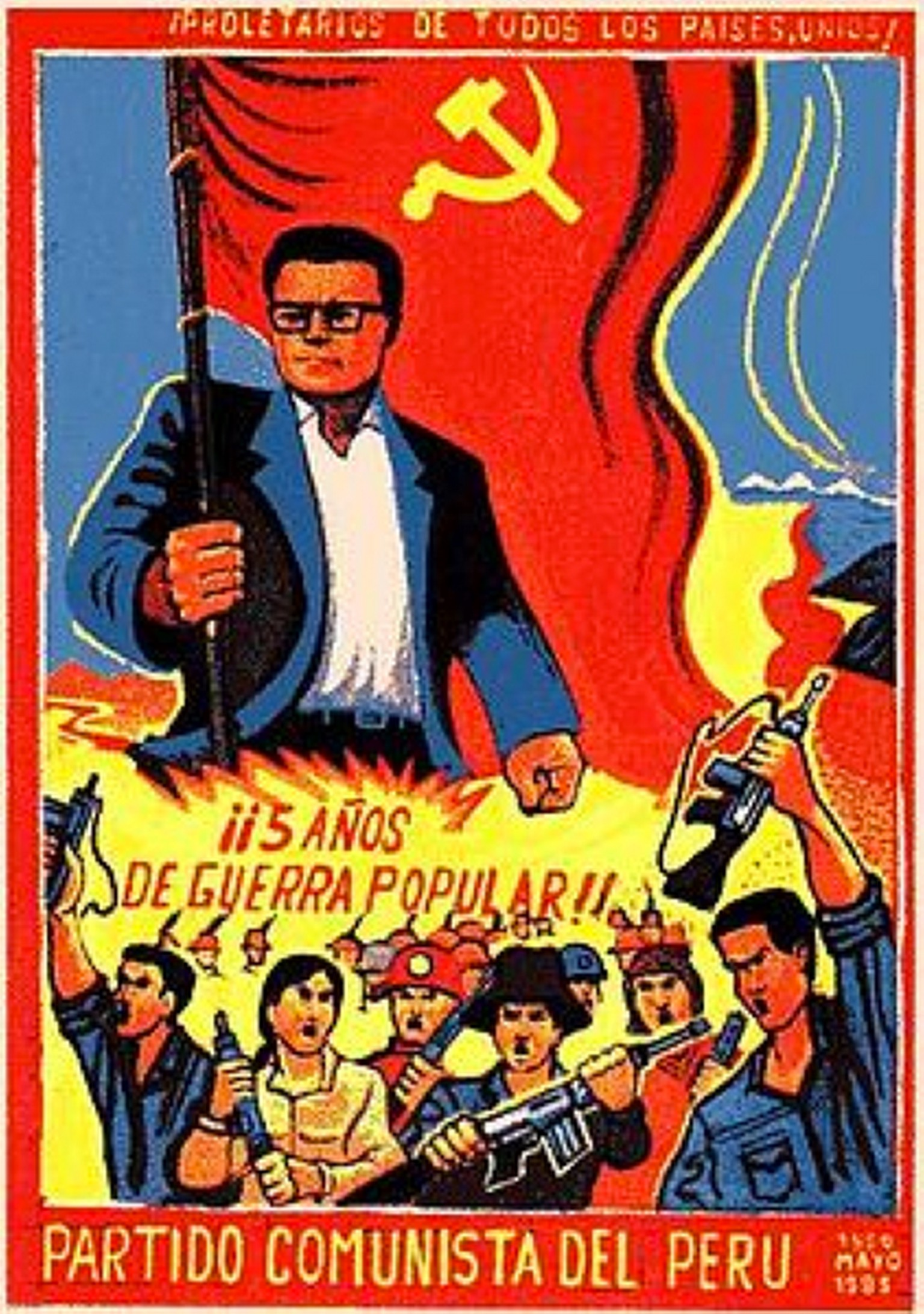
Cartel de Sendero Luminoso celebrando cinco años de guerra popular, se puede apreciar la imagen de Abimael Guzmán sosteniendo la bandera de dicho grupo terrorista.

La reacción de Sendero Luminoso, contra la intervención de la policía y de los militares enviados por el gobierno peruano aumentó a su máxima expresión, por lo que el nivel de violencia creció exponencialmente y ya no sólo se limitó a la zona sur andina del país, sino que empezó a aumentar los atentados terroristas en Lima, la ciudad capital. 
Sendero Luminoso puso en práctica las tácticas aprendidas en sus propios manuales de guerra y atacó por el método chino de la sorpresa y la emboscada contra unidades de la policía, militares y civiles a los que consideraba «enemigos de clase», para lo cual utilizó a menudo métodos particularmente sangrientos y en extremo brutales para asesinar a sus víctimas. Estas horripilantes matanzas, junto con la sistemática falta de respeto de Sendero Luminoso por la cultura andina tradicional propia de los campesinos, a los que reclamaba representar, hizo que muchas personas de las zonas agrícolas de las zonas donde operaba, se alejaran de ellos, pese a que en sus inicios algunos los apoyaron. Frente a una población que fue organizada para trabajar en la autodefensa de sus propiedades, territorios y vidas, la táctica de guerra de guerrillas de Sendero Luminoso comenzó a tambalearse, pero no disminuyó su insania, ni sus apocalípticos métodos de ataque.
La masacre de Uchuraccay el 26 de enero de 1983 causó el efecto de que todo el país tomara conciencia de la situación que se vivía en la sierra sur y sur central (Ayacucho, Junín, Huancavelica, Apurimac, Cusco y Puno). En dicha localidad los comuneros asesinaron a ocho periodistas, algunos procedentes de la capital del país y otros originarios de Ayacucho, presuntamente ante un mal dato dado por los militares, al confundir a los periodistas con elementos terroristas. Estos los golpearon con hachas, piedras y otros objetos, por lo que ninguno de ellos sobrevivió y fueron luego encontrados enterrados en cuatro fosas anónimas. Sin embargo, entre las pruebas de la fiscalía se encontraba los rollos fotográficos de Willy Retto, que dejaron grandes incógnitas en lo que realmente sucedió en Uchuraccay. El descubrimiento de estos acontecimientos propiciaron la creación de una comisión investigadora dirigida por Mario Vargas Llosa. En la misma localidad de Uchuraccay, Sendero Luminoso asesinó a 135 comuneros de los 470 registrados en el censo de 1981, siendo esta localidad un ejemplo de lo que estaba sucediendo en las regiones del centro y sur andino.
También hubo 1384 víctimas entre muertos y desaparecidos en el distrito llamado Chungui en Ayacucho que tenía 40 centros poblados, y el primer ataque fue el 8 de diciembre de 1982, donde ingresó un grupo de personas armadas con uniformes de militares en la comunidad de Santa Carmen de Rumichaca.
En algunas áreas, los campesinos formaron patrullas anti-Sendero Luminoso, llamadas rondas campesinas. Generalmente, estaban pobremente equipadas, a pesar de las donaciones de armas por parte de las Fuerzas Armadas; sin embargo, las fuerzas de Sendero Luminoso eran atacadas militarmente por las rondas campesinas. El primer ataque reportado de ese tipo ocurrió en enero de 1983 cerca de la ciudad de Huanta, cuando unas rondas mataron a 13 senderistas; en febrero del mismo año en Sacsamarca las rondas mataron a los líderes de Sendero Luminoso de esa área. En marzo de 1983 las rondas capturaron y asesinaron a Olegario Curitumay, uno de los comandantes senderistas en el pueblo de Lucanamarca. Lo llevaron a la plaza del pueblo, lo apedrearon, lo acuchillaron, le echaron fuego y finalmente le dispararon.
Como respuesta, el 3 de abril de 1983 Sendero Luminoso perpetró la masacre de Lucanamarca en la que asesinó a 69 personas, mucho de los cuales eran niñas y niños, incluyendo uno que tenía solo seis meses de edad.  También asesinaron a varias mujeres, algunas de las cuales estaban embarazadas.  Muchos murieron por tajos de machete y a algunos les dispararon a corto alcance en la cabeza.  Esta fue la primera masacre realizada por Sendero Luminoso a una comunidad campesina. Siguieron otros incidentes, como la ocurrida en Soras en 1984, la realizada en Marcas el 29 de agosto de 1985 o la de Hauyllo, en el distrito de Tambo, provincia La Mar, departamento de Ayacucho. En esa comunidad, Sendero Luminoso mató en 1992 a 47 campesinos, incluyendo 14 niñas y niños en edades de entre cuatro y quince años.
En Lima, la ciudad capital, la ciudadanía también empezó a experimentar el terror, pues Sendero perpetró diversos atentados terroristas como el derribamiento de torres de alta tensión con explosivos ocurrido en octubre de 1983 (con el propósito de dejar a la ciudad sin suministro eléctrico), el intento de asesinato al Presidente del Jurado Nacional de Elecciones Domingo García Rada en abril de 1985, la explosión de un coche bomba en la Prefectura de Lima en agosto de 1985, y el atentado contra el dirigente aprista Luis Alberto Kitasono en 1986, entre otros.
Así como el gobierno peruano cubría los rangos de las fuerzas armadas que combatían a Sendero Luminoso por medio de la conscripción forzada en muchas ocasiones, lo mismo hacía Sendero Luminoso, que en numerosas ocasiones secuestraba niños y los obligaba a trabajar para ellos como niños soldados en su guerra, se dieron varios casos en los que Sendero Luminoso realizó sangrientos ataques usando a niños, a los que llamaba «Pioneritos» a quienes entrenaba en el uso de armas de fuego y fabricación de artefactos explosivos.

### Movimiento Revolucionario Túpac Amaru
En 1984, el Movimiento Revolucionario Túpac Amaru (MRTA) empezó su propia guerra de guerrillas contra el Estado peruano impulsado por el asalto a la cárcel de Ayacucho que realizó Sendero Luminoso. El grupo se había formado por remanentes del Movimiento de Izquierda Revolucionaria (MIR) en el Perú y la facción del Partido Socialista Revolucionario marxista-leninista (PSR-ML) liderado por Luis Varese Scotto y se identificaba con los movimientos guerrilleros de izquierda latinoamericanos, asimilando las experiencias del Frente Sandinista de Liberación Nacional (FSLN) de Nicaragua, el Frente Farabundo Martí para la Liberación Nacional (FMLN) de El Salvador, la Unidad Revolucionaria Nacional Guatemalteca (URNG) de Guatemala y el Movimiento 19 de abril (M-19) de Colombia.
Su acción era denominada por los emerretistas como "guerra revolucionaria del pueblo". El MRTA usaba técnicas que eran más tradicionales entre las organizaciones de izquierda de Latinoamérica que aquellas de Sendero Luminoso. Por ejemplo, el MRTA usaba uniformes, reivindicaban la lucha social y se quejaban de abusos contra los derechos humanos por parte del Estado, mientras que Sendero Luminoso no usaba uniformes, aborrecía la democracia y rechazaba la idea de los derechos humanos. A pesar de esto, el MRTA incurrió en diversas acciones criminales como el asesinato, atentados terroristas, campañas de «limpieza social» (como las «cruzadas contra el vicio») y la práctica sistemática del secuestro (recluyendo a los secuestrados en las «cárceles del pueblo» mientras pedían dinero para su liberación), que iba en contra de lo que decían respetar.
Durante la época de terrorismo, el MRTA y Sendero Luminoso entablaron combate entre ellos. El MRTA representó una parte menor en la época de terrorismo en el Perú, siendo declarado por la Comisión de la Verdad y de la Reconciliación como responsable del 1,5% de las muertes acumuladas a lo largo de toda la guerra. En su mayor apogeo, se cree que el MRTA se compuso de solo unos pocos cientos de miembros.

### Gobierno de Alberto Fujimori

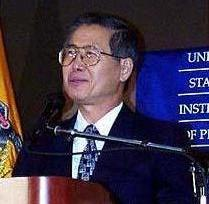
Alberto Fujimori en 1992.

Bajo el gobierno de Alberto Fujimori, el enfrentamiento se libró principalmente mediante ataques con bombas y asesinatos selectivos por parte de Sendero Luminoso, y una facción el Servicio de Inteligencia del Ejército, el Grupo Colina (grupo que reunió a los grupos para militares del Primer gobierno de Alan García Pérez) le respondió con el mismo método de eliminación selectiva; fue en este contexto que se produjeron la masacre de La Cantuta, la masacre de Barrios Altos y la masacre de Santa. 
En esta etapa ocurrieron también hechos como el «holocausto Asháninka» perpetrado por Sendero Luminoso. De este hecho la CVR calculó 6000 asháninkas muertos, 5000 desaparecidos y 10 000 desplazados.

La Comisión de la Verdad y Reconciliación decidió prestar especial atención a la situación de la población perteneciente a la etnia Asháninka, ubicada en la Selva Central de la amazonía peruana, toda vez que recibió información consistente sobre los graves abusos que sufrió como pueblo indígena por parte del PCP-SL.
La población indígena asháninka fue víctima de desarraigo de sus comunidades de origen (desplazamiento forzado), asesinatos, sometida a condiciones de vida infrahumanas, secuestro, esclavitud y formas análogas de esclavitud (servidumbre y trabajo forzoso), etc..
Estos actos ilícitos afectaron gravemente derechos fundamentales de los asháninkas, tales como: la vida, libertad, integridad, identidad cultural, a desarrollarse dentro de la propia familia, comunidad y cultura. Las acciones cometidas transgreden normas y principios del Derecho Internacional Humanitario, y, según se reseñan luego, podrían constituir modalidades de genocidio.

Algunos juristas sostienen que este ataque contra la etnia Asháninka debiera ser catalogado crimen internacional de genocidio.
El 5 de abril de 1992, Alberto Fujimori ordenó disolver el Congreso del Perú, con lo cual se inició la crisis constitucional de 1992. Durante el gobierno de Fujimori se aprobó una amnistía de hecho (Ley de Arrepentimiento) que perdonó a unos 8000 terroristas que aceptaron rendirse y colaborar en la lucha contra la subversión, pero debilitó a la policía antiterrorista (Dircote) desviando sus recursos hacia el Servicio de Inteligencia Nacional, dirigido en los hechos por su asesor presidencial Vladimiro Montesinos, para la corrupción. Debido al amedrentamiento del terrorismo hacia los jueces, se establecieron tribunales civiles y militares especiales (los llamados jueces sin rostro) para procesar a presuntos miembros de Sendero Luminoso y del MRTA en juicios sumarios, con lo cual terminaron sentenciando a muchos ciudadanos inocentes a quienes debieron liberar años más tarde. Además, Fujimori anunció que Perú no aceptaría más la jurisdicción de la Corte Interamericana de Derechos Humanos en materia de terrorismo y lucha antidrogas debido a que ese tribunal falló a favor de un grupo de terroristas chilenos que conformaron un comando de secuestros y asesinatos del MRTA.
En 1991, el presidente Alberto Fujimori promulgó el Decreto Legislativo N.º 741 que dio a las rondas campesinas un estatus legal y las llamó Comités de Autodefensa, hecho fundamental para derrotar a Sendero Luminoso. Los Comités, junto con la nueva estrategia de las FF.AA., neutralizaron el accionar subversivo. La nueva estrategia focalizó la atención de la DIRCOTE y de las FF.AA. en los cabecillas de las organizaciones subversivas, y el combate armado y patrullaje quedó en manos de las DECAS (Comités de Defensa Civil Antisubversiva) bajo la ayuda del Ejército Peruano. Esta estrategia permitió el descenso del terrorismo a nivel nacional y su posterior declive.

### Declive de Sendero Luminoso y desaparición del MRTA
Dado que Sendero Luminoso empezó a perder terreno en los Andes a favor del Estado peruano y las rondas campesinas, decidió acelerar su plan estratégico global. Sendero Luminoso declaró que, en jerga maoísta, había alcanzado su "equilibrio estratégico" y estaba listo para empezar su asalto final en las ciudades del Perú. En 1992, Sendero Luminoso colocó una potente bomba en el distrito de Miraflores de Lima en lo que se conoció como el atentado de Tarata. Este fue parte de una larga campaña de atentados en la ciudad de Lima. El 14 de febrero, Sendero comenzó un «paro armado» en el distrito Villa el Salvador. Durante el denominado paro armado, María Elena Moyano, una líder comunal que criticó abiertamente las atrocidades de Sendero Luminoso, salió a la calle en compañía de varias mujeres cabeza de hogar a desafiar el paro y a protestar contra la violencia senderista. En respuesta el 15 de febrero de 1992, María Elena Moyano fue asesinada frente a sus hijos, y luego su cadáver fue colocado en la calle y posteriormente dinamitado para descuartizar su cuerpo a manera de advertir a quien se opusiera a Sendero. Su muerte tuvo una gran repercusión en el país y en el mundo por la brutalidad ejercida y reavivó la causa del gobierno contra los grupos terroristas. 
El 18 de agosto de 1993 tuvo lugar en el valle de Tsiriari (Mazamari, Satipo, Junín) una de las más terribles masacres de la guerra interna peruana. Ese día 72 personas fueron asesinadas cruelmente en ocho localidades, entre las cuales se encontraba la comunidad nomatsiguenga de Tahuantinsuyo. Fallecieron 51 colonos andinos y 21 nomatsiguenga (parientes de los Ashaninka).

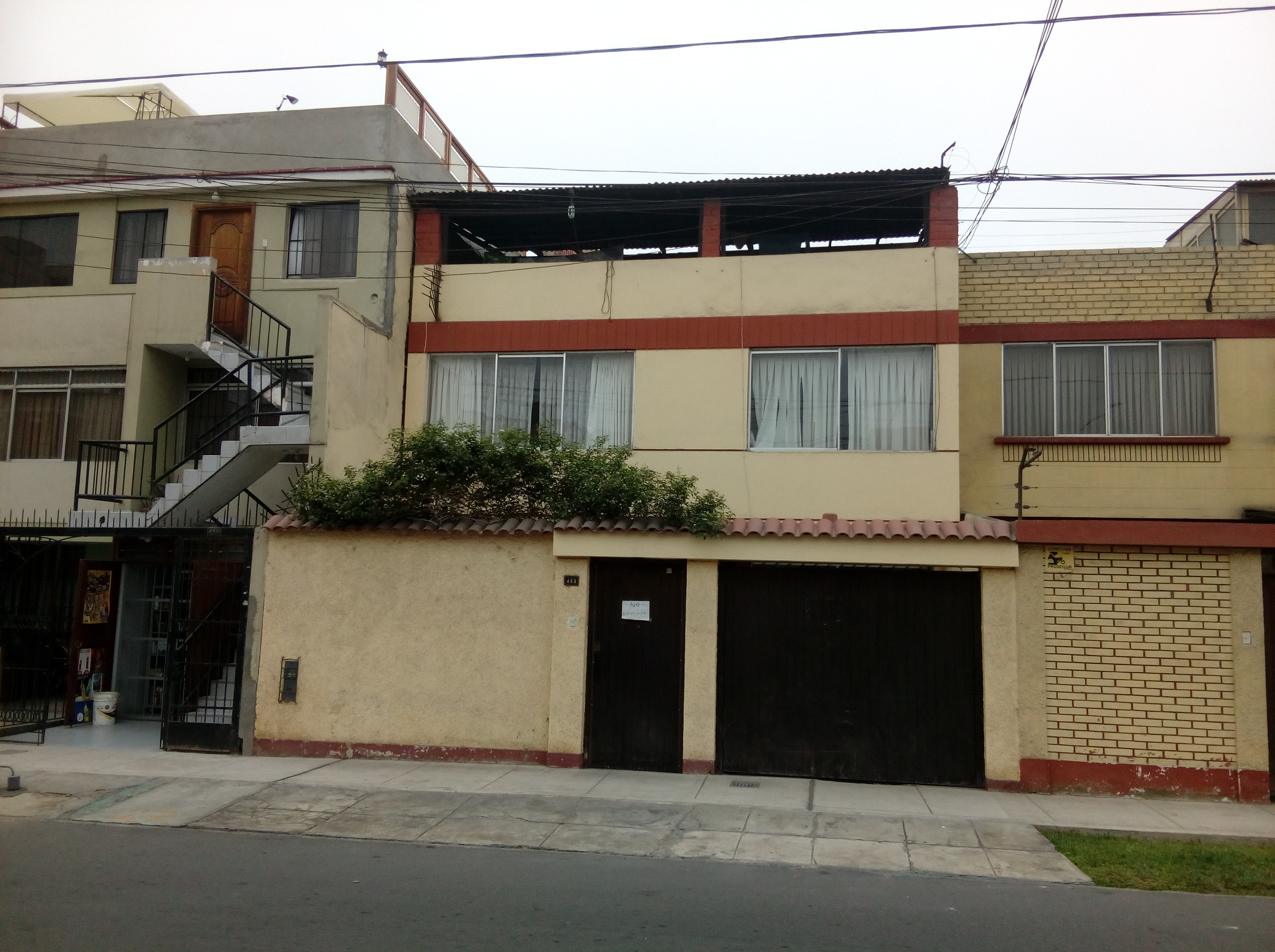
La casa de Maritza Garrido-Lecca ubicada en la Calle Varsovia 459 en el distrito de Surquillo, donde había sido capturado Abimael Guzmán por las fuerzas del GEIN el 12 de septiembre de 1992 durante la Operación Victoria

El 12 de septiembre de 1992, en la llamada Operación Victoria, el GEIN (conformado por 89 agentes), dirigido por el mayor Benedicto Jiménez y el general Marco Miyashiro, capturó a Abimael Guzmán y a varios cabecillas senderistas en un departamento ubicado sobre una escuela de danza en el distrito de Surquillo en Lima. La Dircote había estado vigilando el departamento debido a que varios presuntos militantes senderistas lo habían visitado. Al inspeccionar la basura (que producía el departamento la cual era demasiada para ser solo una casa ocupada por una pareja), se encontraron recipientes vacíos de crema para la piel usada para tratar la psoriasis, una condición que se conocía Guzmán padecía además de movimientos sospechosos en la casa que alertaron al grupo de vigilancia que supuestamente ocupaban solo dos personas. Poco después de la redada que capturó a Guzmán, cayó también la mayoría de la cúpula senderista restante. Al mismo tiempo, Sendero Luminoso sufrió derrotas militares constantes por parte de las organizaciones campesinas de autodefensa —supuestamente su base social—; y la organización se escindió en facciones. El rol de Guzmán como líder de Sendero Luminoso fue asumido por Óscar Ramírez Durand (alias «Camarada Feliciano»), quien a su vez fue capturado por las autoridades peruanas en 1999. Después de la captura de Ramírez, el grupo se fraccionó, la actividad senderista desapareció en las grandes ciudades y se replegó a las áreas donde Sendero Luminoso había estado activo en la selva.
En cuanto al MRTA, sus fuerzas quedaron diezmadas tanto por la Ley de Arrepentimiento como por el encarcelamiento de sus principales cabecillas; entre ellos, su líder principal Víctor Polay Campos, quien había escapado de prisión en 1990 y recapturado en 1992. En 1996, un comando armado de 14 miembros del MRTA, al mando de Néstor Cerpa Cartolini, tomó por asalto la residencia del embajador de Japón en Perú, empezando la crisis de 72 rehenes que duró 126 días. El MRTA demandaba la liberación de 462 integrantes del grupo insurgente, encarcelados por el gobierno para liberar los rehenes, demanda rechazada de manera tajante por el gobierno. La crisis terminó cuando las fuerzas armadas peruanas recuperaron la embajada en una acción militar denominada Operación Chavín de Huántar, que permitió la liberación de los rehenes con excepción de Carlos Giusti Acuña, vocal de la Corte Suprema, quien falleció en el intercambio de disparos con el grupo subversivo. El resultado final fue la muerte de los 14 miembros subversivos incluyendo su líder y dos oficiales (Teniente Coronel Juan Valer Sandoval y Teniente Raúl Jiménez Chávez) que cayeron en combate; con este golpe, el MRTA desaparece como actor armado del conflicto.
En 1995, el presidente Alberto Fujimori promulgó la Ley de Amnistía, suscitando controversia. Esta medida otorgaba inmunidad a militares imputados y sentenciados por violaciones a los derechos humanos. El ala oficialista del parlamento sustentó su apoyo alegando que era parte de una estrategia de reconciliación nacional. No obstante, la promulgación de la ley, que potencialmente beneficiaría a más de mil personas, se vio influenciada por el interés del gobierno en impedir el enjuiciamiento por parte de la Corte Interamericana de Derechos Humanos.

## Reacciones y participación internacional
En 1992 el Consejo Permanente de la Organización de Estados Americanos aprobó la Resolución 587 (911/92) del 24/7/92 mediante la cual calificó a Sendero Luminoso y al MRTA como grupos terroristas. El gobierno de los Estados Unidos, incluyó a Sendero Luminoso y el Movimiento Revolucionario Túpac Amaru en su lista de organizaciones terroristas extranjeras. La Unión Europea también incluyó a ambos grupos subversivos como organizaciones terroristas. Posteriormente el MRTA ha sido retirado de ambas listas al considerársele como un grupo terrorista extinto. Por su parte, Cuba y China, países de sistemas comunistas darían también su respaldo al gobierno peruano condenando todo acto terrorista ante civiles sin importar la ideología.

### Participación y conexiones extranjeras

#### El rol de Libia
Según reportes de la CIA, el régimen de Muamar Gadafi dio apoyo al MRTA. El apoyo al MRTA fue dado en forma de entrenamiento y logística. En Libia, el líder del MRTA, Víctor Polay Campos, entró en contacto con Jaime Bateman, líder del M-19, una organización subversiva colombiana. Además, Gadafi dio apoyo a Sendero Luminoso.

#### El rol de la CIA
La CIA proporcionó apoyo al GEIN para sus gastos, aunque este apoyo fue insuficiente y no alcanzaba para los gastos operativos por lo que el GEIN optó por otras estrategias para solventar sus gastos operativos. Algunas teorías conspirativas se han relacionado con la CIA como la creadora de Sendero Luminoso, afirmaciones que han sido descartadas como falsas.

#### El rol de Cuba
En un comienzo Cuba proporcionó entrenamiento, suministros de armas y financiamiento al MRTA pero su apoyo disminuyó en favor de Izquierda Unida (a pesar de ello, el contacto se mantuvo). Sendero Luminoso, por su lado, despreciaba a Cuba y Fidel Castro por la relación que tenía este país con la Unión Soviética.

#### El rol de Corea del Norte
Los miembros que integraron el escuadrón de la muerte Comando Rodrigo Franco, formado durante el primer gobierno de Alan García, recibieron entrenamiento en Corea del Norte. Además, los miembros del Comando Rodrigo Franco usaron armas norcoreanas para sus ataques clandestinos.

#### Conexiones con organizaciones subversivas latinoamericanas y redes de apoyo internacional

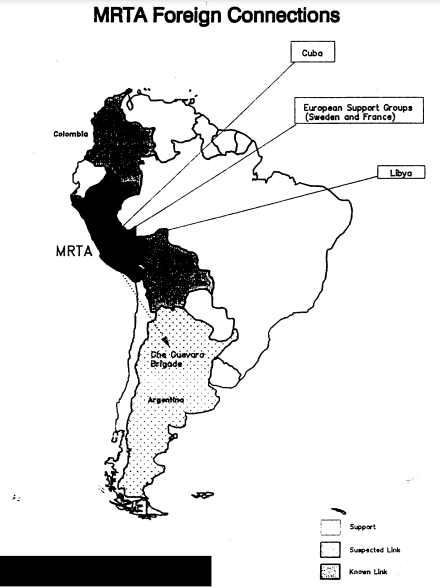
Mapa de conexiones extranjeras del MRTA de un informe de la CIA. Coloreado en negro: enlace conocido, resaltado en puntos: enlaces en sospecha y los recuadros en blanco: apoyo.

Tanto el MRTA como Sendero Luminoso basaron sus prácticas en el concepto marxista del internacionalismo proletario. Como parte de esto, ambas organizaciones subversivas conformaron y pertenecieron a diversas redes con organizaciones de diferentes países.
El MRTA estuvo relacionado con diversas organizaciones guerrilleras latinoamericanas como el M-19 siendo parte del Batallón América junto a Alfaro Vive ¡Carajo! (AVC) de Ecuador, el mencionado M-19 y el Movimiento Armado Quintín Lame, estos últimos de Colombia. Como parte del Batallón, el MRTA envió algunos integrantes a Colombia a recibir entrenamiento y construir un "ejército bolivariano" de alcance continental. Además, el MRTA tuvo contactos con grupos de izquierda en Suecia y Francia, que le enviaban financiamiento, medicinas y apoyo político. Dentro de las filas del MRTA estuvieron involucrados extranjeros como el chileno Jaime Castillo Petruzzi (quien fue parte del MIR chileno) o la estadounidense Lori Berenson (que perteneció al FMLN salvadoreño). Por otra parte, los integrantes del MRTA recibieron apoyo logístico y entrenamiento de miembros del Frente Farabundo Martí para la Liberación Nacional (FMLN) para la que sería la toma de la residencia del embajador de Japón.
En el extranjero se formaron diversos comités de apoyo en favor de Sendero Luminoso llamados “Comités de Apoyo a la Revolución Peruana”. Estos comités operaban realizando proselitismo, colectas y propaganda subversiva. Esta red internacional contaba con enlaces en países como Suecia, Francia, España, Estados Unidos, Países Bajos, Dinamarca y Alemania. A través de estos comités, Sendero Luminoso pudo realizar operaciones en otros países como el asesinato del contralmirante Juan Carlos Vega Llona en La Paz, Bolivia. También operó en el extranjero los Comités Sol-Perú (a la cual estuvo ligada el Ejército Musical Guerrillero, grupo folklórico operante en el extranjero) o el Movimiento Popular Perú. La actividad de estas organizaciones, aparte de captar personas para Sendero Luminoso, era trabajar en la conformación de nuevos partidos y organizaciones de ideología maoísta en el extranjero. Además, Sendero Luminoso fue parte del Movimiento Revolucionario Internacional (MRI), una organización internacional maoísta mediante la cual mantuvo contacto con el Grupo Bandera Roja de Nueva Zelanda, el Grupo Comunista de Nottingham y Stockport de Gran Bretaña, el Partido Comunista de Turquía/Marxista-Leninista (TKP/ML), el Partido Comunista Revolucionario de los Estados Unidos (RCP), entre otros grupos. También tuvo contacto con el Partido del Trabajo de Bélgica.

## Posconflicto

### Remanentes armados de Sendero Luminoso (1999-presente)

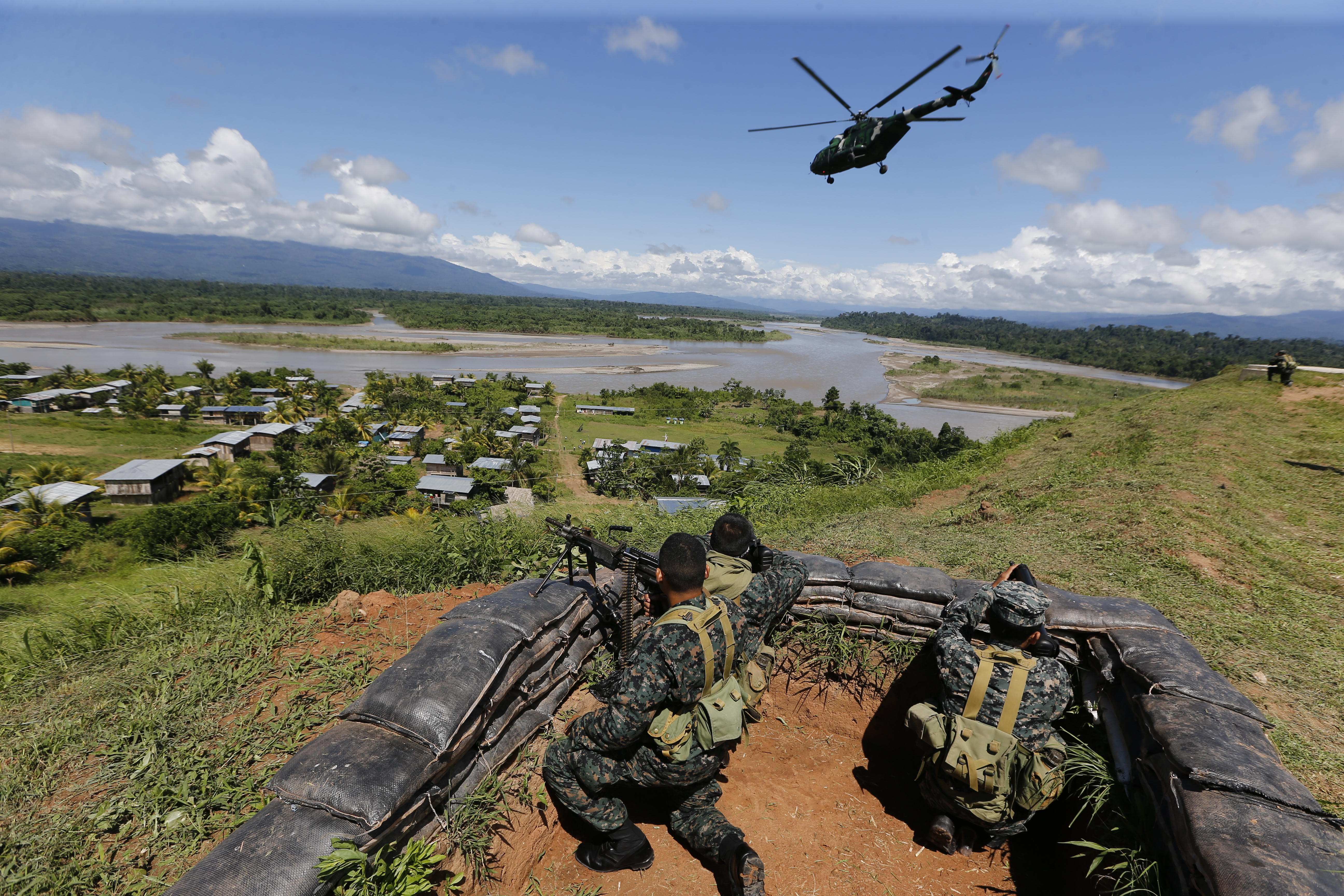
Supervisión de bases contraterroristas en el VRAEM.

Después de la decisión de Abimael Guzmán y los demás miembros del comité central de Sendero Luminoso de declarar el fin de su "guerra popular" y buscar un acuerdo de paz con el Estado, los militantes libres tomaron distintos caminos: algunos se desmovilizaron pero se mantuvieron fieles al liderazgo de Guzmán y al pensamiento Gonzalo; otros se acogieron a la Ley de Arrepentimiento y cumplieron penas menores; mientras que un tercer grupo, comandado inicialmente por Ramírez Durand y Flores Hala, se mantuvieron en armas. Estos últimos son el germen de los llamados remanentes de Sendero Luminoso, que ha incluido las organizaciones Sendero Rojo, Comité Base Mantaro Rojo y el Militarizado Partido Comunista del Perú. Después de la captura de Ramírez Durand en 1999,  estos remanentes ya no conducen operaciones en las grandes ciudades y en la capital Lima. Solo han sido capaces de montar ataques esporádicos de pequeña escala en regiones selváticas, además de realizar aquella huelga de hambre a inicio de los años 2000. Sin embargo, estos grupos remanentes continúan ocasionalmente atacando a los miembros de las fuerzas de seguridad peruana, con el apoyo y financiamiento de narcotraficantes.

### Senderistas acuerdistas desmovilizados
Además de la lucha armada, los senderistas acuerdistas han buscado incorporarse en la política peruana a través de movimientos políticos, sin obtener reconocimiento por parte de las autoridades electorales (inicialmente con el Movimiento por la Amnistía y Derechos Fundamentales, MOVADEF, y posteriormente con el Frente de Unidad de Defensa del Pueblo Peruano, FUDEPP).

### Indultos presidenciales a inocentes en prisión por terrorismo (1996-2003)
La política agresiva de encarcelamiento desarrollada por el gobierno de Alberto Fujimori fue exitosa en ayudar a desmantelar las células armadas senderistas.[cita requerida] Sin embargo, para distintos actores fue quedando claro que existía un número importante de sentenciados por el delito de terrorismo que eran inocentes. El trabajo a favor de encontrar una solución a dicha situación fue liderado públicamente por el sacerdote Hubert Lanssiers, el abogado Ernesto de la Jara y, luego, por el defensor del Pueblo Jorge Santistevan de Noriega. Lanssiers tenía trato personal con Fujimori, quien decidió dar como solución jurídica el uso de los indultos presidenciales. El gobierno, desde el Legislativo y el Ejecutivo, aprobó en 1996 la formación de una Comisión Ad Hoc de Indultos formada por un representante del presidente de la República (que fue siempre Lannsiers), un representante del ministerio de Justicia y el defensor del Pueblo. Se abocó a revisar expedientes de sentenciados por terrorismos para proponer indultos para los que consideraba inocentes y condonaciones de pena a favor de los que consideraba sinceramente arrepentidos. La comisión Lanssiers funcionó con ese marco legal hasta 1999 y, con el nombre de «Comisión de Indulto, Derecho de Gracia y Conmutación de Penas», órgano dependiente del Consejo Nacional de Derechos Humanos del Ministerio de Justicia, desde ese año hasta el año 2003.
En una sentencia de julio del año 2000, el Tribunal Constitucional reconoció que se trataba de medidas reparadoras de error judicial por tratarse de indultos "procedente[s] exclusivamente respecto de los casos en que se ha condenado a una persona inocente o respecto de quien se le presume como tal". A inicios del año 2001, el Congreso aprobó una ley eximiendo del pago de reparación civil a los indultados pasados y futuros por estas modalidades. Entre 1996 y 1999, 502 personas fueron liberadas por alguna de esas dos modalidades mediante gracias presidenciales firmadas por Alberto Fujimori. Con posterioridad, se otorgaron a propuesta de la comisión Lanssiers 21 gracias presidenciales más firmadas también por Fujimori, 46 firmadas por el presidente Valentín Paniagua y 220 más firmadas por Alejandro Toledo. Según Marie Manrique, "en total, 789 personas salieron de la cárcel bajo esta figura excepcional en la historia penal".
| Nombre legal de la comisión                                    | Gobierno          | Número de beneficiarios |
| -------------------------------------------------------------- | ----------------- | ----------------------- |
| Comisión Ad Hoc                                                | Alberto Fujimori  | 502                     |
| Comisión de Indultos, Derecho de Gracia y Conmutación de Penas | Alberto Fujimori  | 21                      |
| Comisión de Indultos, Derecho de Gracia y Conmutación de Penas | Valentín Paniagua | 46                      |
| Comisión de Indultos, Derecho de Gracia y Conmutación de Penas | Alejandro Toledo  | 220                     |
| TOTAL                                                          | TOTAL             | 789                     |

### Derogación de las leyes de amnistía a militares (2001)
Las leyes de amnistía de 1995 fueron de los últimos actos legislativos del Congreso Constituyente Democrático y promulgadas por el presidente Alberto Fujimori. Otorgaba una amnistía tanto a los militares responsables del contragolpe de noviembre de 1992 como por todos los crímenes que pudieran haber cometido las fuerzas del orden como parte de la lucha antisubversiva. Dado que Fujimori ha resultado responsable de los crímenes del grupo Colina, han sido caracterizadas como un «autoperdón». Después de la huida de Fujimori, en el año 2001, ambas leyes fueron declaradas sin efectos jurídicos por la Corte Interamericana de Derechos Humanos en la sentencia Barrios Altos versus Perú y luego explícitamente derogadas por el Congreso. Ello implicó que el sistema de justicia peruano se encontró habilitado para seguir investigaciones y juicios por dichos crímenes, incluyendo a los miembros de Colina.
A la par, el mismo Congreso 2000-2001 había otorgado en diciembre del 2000 una amnistía a los militares participantes del levantamiento de Locumba de octubre y noviembre de ese año, liderado por Ollanta y Antauro Humala.

### Comisión de la Verdad y la Reconciliación (CVR, 2001-2003)

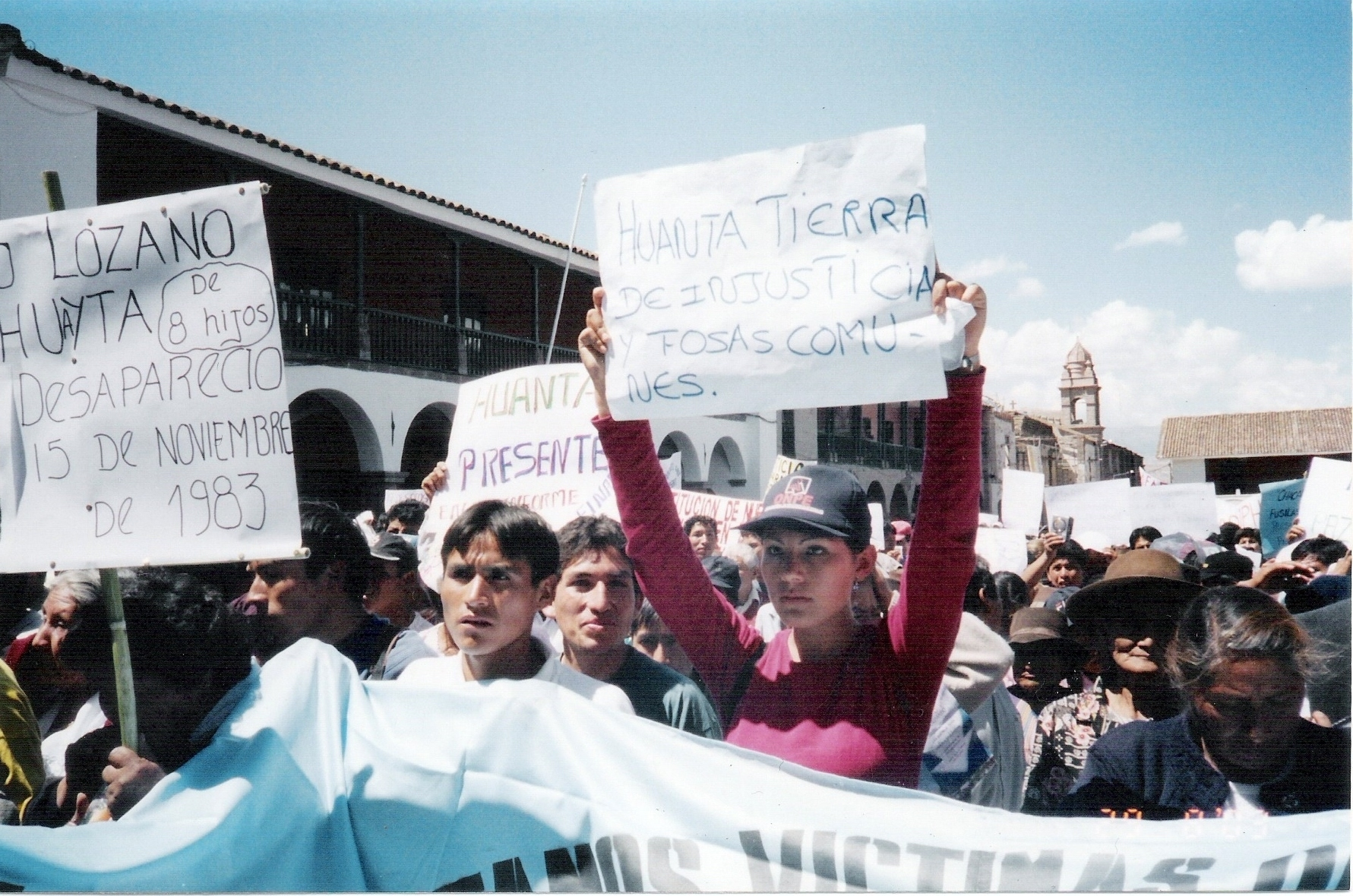
Familiares de desaparecidos en la presentación del informe final de la CVR en Ayacucho (2003).

Tras la renuncia desde Japón y la destitución del presidente Alberto Fujimori, en medio de varios escándalos de corrupción, la gestión del presidente de transición Valentín Paniagua devolvió al país a la jurisdicción de la Corte Interamericana de Derechos Humanos, estableció una Comisión de Bases para la Reforma Constitucional (presidida por Domingo García Belaúnde) y creó una comisión de la verdad para abordar el periodo de violencia, un mecanismo de esclarecimiento de hechos en situaciones graves de violencia, especialmente en contextos de justicia transicional. La comisión fue originalmente creada en junio del 2001 como Comisión de la Verdad y con 7 integrantes. Pocos meses después, el nuevo gobierno de Alejandro Toledo la renombró como Comisión de la Verdad y Reconciliación (CVR) y añadió 5 comisionados más. La CVR funcionó hasta el 28 de agosto del 2003, fecha de entrega de su Informe Final. Además de la redacción del informe, su trabajo incluyó la realización de audiencias públicas, la sistematización de datos de víctimas, la realización de entrevistas a líderes terroristas, así como la promoción de algunas exhumaciones.
La CVR construyó una base de datos con un total de 23 969 personas identificadas muertas o desaparecidas reportadas directa o indirectamente. A partir de esos datos, su equipo de análisis de datos proyectó un estimado de 69 280 personas muertas o desaparecidas entre 1980 y 2000.  De acuerdo con su análisis estadístico, la CVR concluyó que en veinte años de conflicto, Sendero Luminoso fue responsable de la muerte o desaparición de 31 331 personas (46 %), mientras que los agentes del Estado lo habrían sido de 20 458 (30 %) de los muertos o desaparecidos.  De acuerdo a su informe final, 75% de las personas que fueron asesinadas o desaparecidas hablaban quechua como su lengua nativa, en relación directa con el hecho de que el censo de 1993 encontró que el 20% de peruanos hablaba quechua u otra lengua indígena como su lengua nativa.
Las cifras ofrecidas por la CVR han sido materia de arduos debates y de duras críticas, a menudo sin ningún sustento técnico. Un estudio estadístico de 2019 realizado por el economista Silvio Rendón cuestionó los estimados de la CVR por varias objeciones metodológicas, y estimó, a partir de la misma base de datos construida por la CVR, «un total de 48.000 asesinatos, sustancialmente inferior a la estimación de la CVR». De acuerdo con Rendón, las muertes de responsabilidad senderista habrían sido gravemente sobreestimadas por la CVR; en su análisis, en cambio, «el Estado peruano tiene una participación significativamente mayor que Sendero Luminoso», con responsabilidad directa de al rededor del 60 % de los muertos o desaparecidos. Exmiembros del Grupo de Análisis de Datos de la CVR han refutado, a su vez, las estimaciones de Rendón concluyendo «que el enfoque y los métodos de Rendón son inferiores al trabajo original de la CVR».
El informe final de la Comisión de la Verdad y Reconciliación está rodeado de grandes controversias. Es criticado por casi todos los partidos políticos que gobernaron durante el período de guerra contra el terrorismo (incluyendo a los expresidentes Fujimori, García y Paniagua), algunos militares y algunos representantes de la Iglesia católica, quienes reclamaban que muchos de los miembros de la Comisión fueron antiguos miembros de movimientos extremistas de izquierda y que el informe final describía equivocadamente a Sendero Luminoso y al MRTA como "partidos políticos" en lugar de organizaciones terroristas. Por otro lado, el informe final de la Comisión de la Verdad y Reconciliación también ha sido saludado por diversos intelectuales, juristas, asociaciones de derechos humanos y representantes religiosos, dentro y fuera del Perú, como una de las publicaciones más importantes en su historia reciente. El estado peruano, en los gobiernos de Alejandro Toledo Manrique y Alan García, ha seguido una política de implementar gradualmente las recomendaciones del informe final de la Comisión de la Verdad y Reconciliación.

##### Legado de la CVR
Parte del legado de la CVR es la muestra Yuyanapaq  (en quechua: ‘para pensar, para recordar’). Este es un registro visual (principalmente fotográfico) de la época del terrorismo. La muestra, inaugurada por la Comisión de la Verdad y Reconciliación en 2003, fue vista por más de cien mil peruanos en la Casa Riva Agüero de Chorrillos, Lima. Posteriormente, Yuyanapaq ha sido exhibida en diversos países y en el Museo de la Nación. Actualmente, la muestra forma parte del Museo de la Memoria del Perú (LUM).
Como respuesta al Informe de la CVR, el Ejército Peruano conformó una Comisión Histórica a la que le encargó elaborar un informe propio. El resultado fue el informe En honor a la verdad, que es la versión oficial de esa institución sobre el conflicto, escrito finalmente por el coronel Carlos Enrique Freyre Zamudio, quien luego ha publicado también novelas sobre el periodo de violencia.
El legado documental de la CVR, incluyendo las transcripciones de múltiples testimonios, está a cargo de la Defensoría del Pueblo, y es accesible en su local del cercado de Lima.

### Procesos judiciales posteriores
Tras la derogación de las leyes de amnistía, se iniciaron varias investigaciones y procesos judiciales a agentes del Estado por presuntos crímenes cometidos durante el periodo de violencia. En el caso de las masacres cometidas por el Grupo Colina, su sentencia en el fuero militar fue asimismo declarada nula y se emitió orden de captura contra sus integrantes. Por su parte, una sentencia del 3 de enero del año 2003 del Tribunal Constitucional declaró nulos buena parte de los procesos judiciales condenatorios por terrorismo durante el periodo de violencia por no haber cumplido con las garantías del debido proceso. Se trata de los juicios sumarios, varios de ellos con jueces sin rostro. En consecuencia, fue necesario realizar nuevos juicios a la buena parte de los senderistas y emerretistas presos. Asimismo, fue necesario ajustar la legislación antiterrorista, para lo que el gobierno de Alejandro Toledo solicitó y obtuvo facultades legislativas sobre la materia. Entre enero del 2003 y diciembre del 2004, fueron anulados 1 484 procesos por terrorismo y traición a la patria, aunque la nulidad debía siempre ocurrir por solicitud expresa del condenado.
El más importante de los procesos judiciales realizados en el posconflicto fue el llamado "Megaproceso" en el que se acumularon la mayoría de crímenes imputados a los miembros del comité central de Sendero Luminoso. La fiscal coordinadora del equipo del Ministerio Público encargado de acusar a la cúpula senderista fue la fiscal Luz Ibáñez, que años más tarde sería jueza de la Corte Penal Internacional. El Megaproceso tuvo como fruto la sentencia condenatoria del 13 de octubre de 2006, que condenaba a los miembros del comité central a penas de entre 20 y 35 años de prisión. Otros procesos importantes fueron los realizados contra la cúpula del MRTA, contra la emerretista Lori Berenson, por las masacres de Barrios Altos y La Cantuta (incluyendo aquella contra el expresidente Alberto Fujimori), entre otros. Siguen existiendo investigaciones fiscales y causas judiciales por los crímenes cometidos en el periodo de violencia.

### Búsqueda de desaparecidos y sistema de reparaciones
Los eventos de desaparición ocurrieron casi desde el inicio mismo del conflicto y son de responsabilidad de los distintos actores armados involucrados. Las denuncias de desaparecidos y las demandas de búsqueda ocurrieron, asimismo, desde temprano y a lo largo de todo el periodo por parte de familiares y organizaciones no gubernamentales como la Asociación Nacional de Familiares de Secuestrados, Detenidos y Desaparecidos del Perú (ANFASEP). El primer registro estatal de desaparecidos fue elaborado por la Comisión de la Verdad y Reconciliación a inicios de este siglo, en cooperación con la Coordinadora Nacional de Derechos Humanos, la Defensoría del Pueblo y el Comité Internacional de la Cruz Roja. Una ley de 2004 le encargó la elaboración del registro de víctimas de desaparición forzada a la Defensoría del Pueblo. El término utilizado por el marco jurídico peruano vigente para esta categoría es «personas desaparecidas durante el periodo de violencia 1980-2000».
La primera propuesta de establecimiento de un sistema de reparaciones desde el Estado fue elaborada por la CVR. Dicha propuesta incluía tanto reparaciones materiales como simbólicas. El Plan Integral de Reparaciones fue creado en 2005. Con ella, se creó el Registro Único de Víctimas. Actualmente, el registro y búsqueda de estas personas desaparecidas están a cargo de organismos del Ministerio de Justicia y Derechos Humanos. Entre estos organismos, se encuentran el Consejo de Reparaciones, a cargo del Registro Único de Víctimas, y la Dirección General de Búsqueda de Personas Desaparecidas (DGBPD), que está a cargo del Registro Nacional de Búsqueda de Personas Desaparecidas (RENADE) y del Banco de Datos Genéticos.

### Memoriales y reconocimientos
Existen distintos monumentos y memoriales referidos a las víctimas inocentes del periodo de violencia y a los héroes de las fuerzas del orden. Se han registrado alrededor de 111 memoriales en 2025, casi dos tercios de los cuales se encuentran en Ayacucho.
Uno de los primeros fue la muestra fotográfica curada por la CVR Yuyanapaq. Durante el segundo gobierno de Alan García, se estableció un convenio con el Estado alemán, para la construcción de un museo de memoria en Lima. La comisión encargada del proyecto estuvo presidida inicialmente por Mario Vargas Llosa. El resultado es el Lugar de la Memoria, la Tolerancia y la Inclusión Social (LUM), ubicado en el distrito limeño de Miraflores. Otro museo dedicado a esta etapa es el Museo de la DIRCOTE. Por su parte, ANFASEP posee un Museo de la Memoria "Para que no se repita" en la ciudad de Ayacucho.
Se han establecido varias distinciones a los miembros de las fuerzas armadas y policiales que participaron en acciones honrosas, especialmente a los miembros del Grupo Especial de Inteligencia y a los que participaron en la Operación Chavín de Huántar.[cita requerida] Se han establecido los días 22 de abril y 12 de septiembre como los "Días de los Defensores de la Democracia", para conmemorar a aquellos agentes del Estado que fallecieron o quedaron discapacitadas en la lucha contra las organizaciones subversivas. En 2021, en honor a la resistencia antisubversiva de su población y a su victoria en la batalla del 21 de mayo de 1983, una ley del Congreso declaró al distrito de Sacsamarca como "pueblo benemérito que luchó contra el terrorismo para la pacificación nacional".
Existen varios monumentos públicos respecto del proceso de violencia. El más conocido es El ojo que llora, ubicado en el distrito limeño de Jesús María y presentado en 2005, y que está dedicado tanto a civiles como militares fallecidos basado en el registro oficial. El espacio antiguamente ocupado por la residencia del embajador de Japón en Lima, ubicado en el distrito de San Isidro, es también un monumento en honor a los combatientes del Estado y las víctimas de ese secuestro emerretista. En adición, existen el obelisco a los defensores de la democracia, ubicado en Palacio de Gobierno de Lima, presentado en 2008 y dedicado a los 4000 personas fallecidas de las fuerzas del orden, así como una placa conmemorativa en la plaza de armas de la ciudad de Ayacucho entregada por la CVR en honor del pueblo ayacuchano.

### Ley prescripción y nueva ley de amnistía durante gobierno de Dina Boluarte (2024, 2025)
El 7 de agosto de 2024, durante el gobierno de Dina Boluarte, la presidenta promulgó la Ley N° 32107 titulada "Ley que prescribe delitos de lesa humanidad ejecutados antes del 2002". Dicha norma establecía que no sería posible aplicar la clasificación de "lesa humanidad" a crímenes cometidos antes de que el Perú hubiera suscrito el estatuto de Roma en 2002, con lo cual se les aplicarían los plazos de prescripción ordinarios. El 13 de agosto de 2025, el Despacho Presidencial anunció que la presidenta Boluarte promulgaría en ceremonia especial una nueva ley de amnistía referida específicamente al periodo de violencia 1980-2000, la «ley que concede amnistía a los miembros de las Fuerzas Armadas, de la Policía Nacional del Perú y de los Comités de Autodefensa que participaron en la lucha contra el terrorismo entre los años 1980 y 2000». Ambas normas fueron de iniciativa de políticos conservadores como Jorge Montoya y Fernando Rospigliosi, y recibieron  el respaldo público de ex altos mandos militares del país y del colectivo La Resistencia. La promulgación de ambas normas ocurrió a pesar de la existencia de resoluciones de la Corte Interamericana de Derechos Humanos que mandataban al Estado peruano a suspender su tramitación.

### Memorias oficiales
- Perú. Comisión de la Verdad y Reconciliación (CVR) (2003). «Informe Final». Lima: Comisión de la Verdad y Reconciliación. [Versión abreviada disponible como CVR (2004). Hatun Willakuy : Versión abreviada del Informe Final de la Comisión de la Verdad y Reconciliación. Lima: Comisión de Entrega de la CVR. ISBN 9972-9816-4-9.]
- Perú. Comisión de la Verdad y Reconciliación, (CVR) (2003). Yuyanapaq. Para recordar : Relato visual del conflicto armado interno 1980-2000. Lima: Comisión de la Verdad y Reconciliación. ISBN 978-612-317-050-9.
- Perú. Ejército del Perú. Comisión Permanente de Historia (2010). En honor a la verdad : Versión del Ejército sobre su participación en la defensa del sistema democrático contra las organizaciones terroristas. Lima: Comisión Permanente de Historia del Ejército del Perú. ISBN 9786124598623. Segunda edición disponible en <https://issuu.com/bgyave/docs/en_honor_a_la_verdad1>.
- Perú. Sala Penal Nacional. (13 de octubre de 2006). Expediente acumulado N. ° 560-03. Sentencia de fecha trece de octubre de dos mil seis..
- Perú. Defensoría del Pueblo (2008). A cinco años de los procesos de reparación y justicia en el Perú. Balance y desafíos de una tarea pendiente. Defensoría del Pueblo.
- Perú. Defensoría del Pueblo (2013). A diez años de verdad, justicia y reparación. Avances, retrocesos y desafíos de un proceso inconcluso. Informes Defensoriales. Defensoría del Pueblo.

### Otras publicaciones generales
- Asociación Nacional de Familiares de Secuestrados, Detenidos y Desaparecidos del Perú, (ANFASEP) (2015).  Bautista Esquivel, Ada D. et al., ed. ¿Hasta cuándo tu silencio? : testimonios de dolor y coraje (2 edición). Ayacucho: ANFASEP/ GIZ. ISBN 978-603-45-1230-6.
- Astudillo Salcedo, César (2019). Chavín de Huántar: el legado 1997-2019. Lima: César Astudillo Salcedo. ISBN 978-612-00-4343-1.
- Boesten, Jelke (2016). Violencia sexual en la guerra y en la paz: género, poder y justicia posconflicto en el Perú. Lima: Biblioteca Nacional del Perú. ISBN 978-612-4045-35-6.
- Bonilla Arévalo, Guillermo (2019). GEIN histórico: las 9 claves de su éxito (1a. edición edición). Ediciones Rivadeneyra. ISBN 978-612-48109-0-9.
- Burga, Manuel; Macher, Sofía, eds. (2023). Memorias de dolor y resiliencia : en homenaje a los 20 años de la entrega del Informe Final de la CVR. Lima: Lugar de la Memoria (LUM). ISBN 9786124391934.
- Burt, Jo-Marie (2011). Violencia y autoritarismo en el Perú: bajo la sombra de Sendero y la dictadura de Fujimori. Ideología y política (2. ed. ampl edición). IEP, Instituto de Estudios Peruanos : SER : EPAF, Equipo Peruano de Antropología Forense. ISBN 978-9972-51-297-1.
- Centro de Estudios y Promoción del Desarrollo, (DESCO) (1989). Violencia política en el Perú 1980-1988. 2 volúmenes. Lima: Centro de Estudios y Promoción del Desarrollo.
- Comisión de Derechos Humanos, (COMISEDH) (2001). Memoria para los ausentes : Desaparecidos en el Perú (1982-1996). Lima: COMISEDH.
- Conferencia Episcopal Peruana (1993). Conferencia Episcopal Peruana : Documentos 1990-1992. Lima: Conferencia Episcopal Peruana.
- Coral, Isabel (1994). Desplazamiento por violencia política en el Perú, 1980-1992. Lima: Instituto de Estudios Peruanos.
- Cueva López, Aníbal (2019). Rescate: la Marina de Guerra en la operación Chavín de Huántar: de cabezas clavas y Aiapaec. Colección Rumbo al bicentenario (1ra. edición edición). Instituto de Estudios Histórico-Marítimos del Perú. ISBN 978-9972-633-22-5.
- Degregori, Carlos Iván (2011). Qué difícil es ser Dios. El Partido Comunista del Perú-Sendero Luminoso y el conflicto armado interno en el Perú: 1980-1999. Lima: Instituto de Estudios Peruanos. ISBN 978-9972-51-295-7.
- Degregori, Carlos Iván; Coronel, José; del Pino, Ponciano; Starn, Orin (1996). Las rondas campesinas y la derrota de Sendero Luminoso. Instituto de Estudios Peruanos. ISBN 978-84-89303-55-3.
- Gorriti, Gustavo (2013) [1990]. Sendero: historia de la guerra milenaria en el Perú. Editorial Planeta Perú. ISBN 978-612-4181-06-1.
- Gorriti, Gustavo (2022). El vuelo de los asháninka: crónicas de sangre y resistencia. Fotografías de Joaquín Amor Sagués y Carlos Valdez. Lima: Planeta. ISBN 978-612-319-683-7.
- Gurmendi Dunkelberg, Alonso (2019). Conflicto armado en el Perú: la época del terrorismo bajo el derecho internacional (Primera edición). Fondo Editorial, Universidad del Pacífico. ISBN 978-9972-57-409-2.
- Jara, Umberto (2007). Ojo por ojo: la verdadera historia del Grupo Colina (Segunda edición). Página. ISBN 978-603-45-1410-2.
- Jiménez, Benedicto (2019) [2000]. Inicio, desarrollo y ocaso del terrorismo en el Perú : El ABC de Sendero Luminoso. 2 tomos. Lima: Ediciones Rivadeneyra. Capítulos disponibles en <https://issuu.com/benedictojimenez1509>.
- Jiménez, Benedicto (2020). La captura del "presidente Gonzalo". Lima: Benedicto Jiménez.
- Joo, Gabriela, ed. (2010). Voces de las Mujeres de la Selva Central: testimonios de mujeres indígenas durante el conflicto armado interno. Lima: Instituto de Defensa Legal.
- Lugar de la Memoria, la Tolerancia y la Inclusión Social, (LUM) (2020). ¿Hacia dónde van los estudios de memoria? El desarrollo de espacios e iniciativas de investigación sobre violencia, memoria y posconflicto en el Perú (1998-2018). Cuaderno de Trabajo. Lima: LUM - Ministerio de Cultura.
- Manrique, Nelson (2002). El tiempo del miedo: la violencia política en el Perú, 1980-1996. Fondo Editorial del Congreso del Perú. ISBN 978-9972-890-07-9.
- Mora, Tulio (2003). Días de barbarie : La matanza de los penales. Lima: Asociación Pro Derechos Humanos.
- Noel Moral, Roberto Clemente (1989). Ayacucho: testimonio de un soldado. Lima: PUBLINOR.
- Ortiz Sotelo, Jorge (2010). Acción y valor. Historia de la Infantería de Marina del Perú. Lima: Nerit Olaya Guerrero. ISBN 978-612-45700-0-1.
- Palmer, David Scott, ed. (1994). The Shining Path of Peru [El Sendero Luminoso del Perú] (en inglés) (2 edición). Palgrave Macmillan US. ISBN 978-0-312-10619-5. doi:10.1007/978-1-137-05210-0.
- Portocarrero Maisch, Gonzalo (2012). Razones de sangre: aproximaciones a la violencia política (Segunda edición). Lima: Pontifica Universidad Católica del Perú, Fondo Editorial. ISBN 978-612-4146-22-0. Documento archivado por Web Archive en <https://web.archive.org/web/20210413103912/http://repositorio.pucp.edu.pe/index/bitstream/handle/123456789/175749/Razones_de_sangre.epub?sequence=1&isAllowed=y>.
- Rénique, José Luis (2003). La voluntad encarcelada : las "luminosas trincheras de combate" de Sendero Luminoso del Perú. Lima: Instituto de Estudios Peruanos. ISBN 978-9972-51-087-8.
- Ríos Sierra, Jerónimo; Sánchez, Marté (2018). Breve historia de Sendero Luminoso. Catarata. ISBN 978-84-9097-395-0.
- Rospigliosi, Fernando (1996). Las fuerzas armadas y el 5 de abril : la percepción de la amenaza subversiva como una motivación golpista. Lima: Instituto de Estudios Peruanos.
- Rospigliosi, Fernando (2000). Montesinos y las Fuerzas Armadas : cómo controló durante una década las instituciones militares. Lima: Instituto de Estudios Peruanos.
- Starn, Orin, ed. (1993). Hablan los ronderos : la búsqueda por la paz en los Andes. Lima: Instituto de Estudios Peruanos (IEP).
- Starn, Orin; La Serna, Miguel; Bossio, Enrique (2021). Ríos de sangre: auge y caída de Sendero Luminoso. Serie : Ideología y política (Primera edición en español edición). IEP, Instituto de Estudios Peruanos. ISBN 978-612-326-039-2. OCLC on1266210966.
- Stern, Steve J., ed. (1999). Los senderos insólitos del Perú: guerra y sociedad, 1980 - 1995. Serie: Ideología y política (1. ed edición). IEP, Instituto de Estudios Peruanos [u.a.] ISBN 978-9972-51-025-0.
- Tapia, Carlos (1997). Las Fuerzas Armadas y Sendero Luminoso: dos estrategias y un final. Serie: Ideología y política (1. ed edición). Lima: Instituto de Estudios Peruanos. ISBN 978-9972-51-008-3.
- Theidon, Kimberly Susan (2004). Entre prójimos: el conflicto armado interno y la política de la reconciliación en el Perú. Estudios de la sociedad rural (1a ed edición). IEP Ediciones. ISBN 978-9972-51-105-9.
- Uceda, Ricardo (2004). Muerte en el Pentagonito: los cementerios secretos del Ejército Peruano. Planeta. ISBN 978-958-42-1071-5.
- Valencia Cárdenas, Alberto (1992). Los crímenes de Sendero Luminoso en Ayacucho. Lima: Impacto.
- Vargas Llosa, Mario; Guzmán Figueroa, Abraham; Castro Arenas, Mario (1983). «Cómo fue». Informe de la Comisión Investigadora de los Sucesos de Uchuraccay. Lima: Editora Perú.
- Villasante Cervello, Mariella (2019). La violencia política en la selva central del Peú, 1980-2000: los campos totalitarios senderistas y las escuelas de la guerra interna entre los Ashaninka y Nomatsiguenga. Estudio de antropología de la violencia. Lima: COMISEDH, Comisión de Derechos Humanos. ISBN 978-612-48134-0-5. Extractos disponibles en <https://pucp.academia.edu/MariellaVillasante>.
- Zapata, Antonio; Rodríguez, Gabriela (2017). La guerra senderista: hablan los enemigos. Pensamiento (Primera edición edición). Taurus. ISBN 978-612-4256-05-9.

- Datos: Q852133
- Multimedia: Peruvian armed conflict / Q852133